# Claude Fyot
Claude Fyot de La Marche (1630-1721) est un homme d'Église et un auteur français des XVIIe et XVIIIe siècles. Pendant ses années de jeunesse, il fut aumônier du roi de 1651 à 1670, et fut nommé par Louis XIV abbé commendataire de la puissante abbaye Saint-Étienne de Dijon en 1662. Il signe une importante somme sur l'histoire dijonnaise : Histoire de l'Eglise abbatiale et collegiale de Saint Estienne de Dijon.

## Biographie
Issu d'une famille bourguignonne de la noblesse de robe, il est le fils de Philippe Fyot (†1669), seigneur de La Marche, second président au parlement de Bourgogne et le frère de Jean Fyot de La Marche (†1674), président à mortier du parlement de Bourgogne. Né cadet, il se destine à la carrière ecclésiastique. Nommé en 1644 par le roi prieur commendataire de Pontailler, il soutient sa thèse de théologie au collège des Jésuites de Dijon en 1650 ; soutenance honorée de la présence du roi, de Monsieur son frère et du cardinal Mazarin, qui se trouvaient alors à Dijon.
En 1651, il acquiert une charge d'aumônier ordinaire du roi. Pendant dix neuf ans il est l'un des huit aumôniers du roi qui servent par quartier, chargés du service régulier de la chapelle royale. Cette charge commensale d'officier de la maison du roi, avec rang de conseiller d'État, l'amène à assister quotidiennement au lever et au coucher du roi, et à tous les offices ou le roi assiste, pendant lesquels l'aumônier présente l'eau et le pain bénit au monarque, ainsi qu'il tient ses gants et son chapeau. Pendant les repas, il dit les grâces et bénit les viandes. Il assiste également le roi lors de ses entrées dans les villes du royaume, et lors des guérisons des écrouelles. Les aumôniers du roi remplissent également les fonctions du Grand Aumônier et du Premier Aumônier en leur absence. L'abbé de Choisy, dans ses mémoires, rapporte qu'au moment de la naissance du Dauphin, Louis XIV envoya l'abbé Fyot, qui était alors son aumônier, pour libérer des prisonniers à Melun.

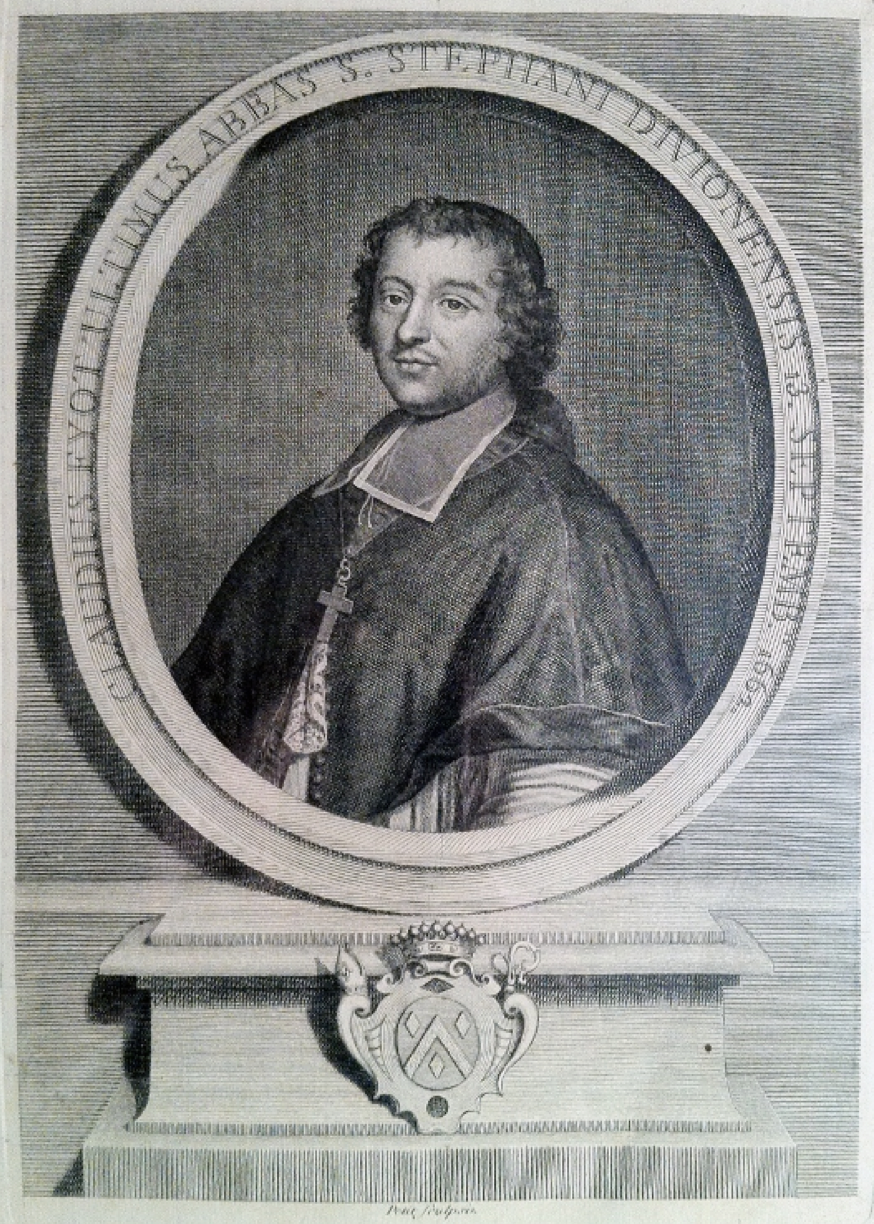
Portrait gravé de Claude Fyot par Petit, dernier abbé de Saint-Étienne de Dijon (Ultimus Abbas S. Stephani Divionensis).

Le 4 mai 1662, le roi le nomme abbé commendataire de Saint-Étienne de Dijon. La mise en commende de cette abbaye dijonnaise depuis le XVIe siècle, dont les possessions étaient vastes, procurait à l'abbé commendataire des revenus importants. Claude Fyot, peut être en raison de la relative faiblesse de son réseau familial, est au nombre des quelques aumôniers du roi qui ne reçurent pas de siège épiscopal. Claude Fyot se révéla un excellent abbé de Saint-Étienne, restaurant pour moitié sur ses deniers l'église abbatiale, pour y transférer la paroisse Saint Médard de Dijon, dont les bâtiments menaçaient ruine. Il en fit la bénédiction solennelle le 4 juin 1676, et l'église fut consacrée le 5 août 1685 par Étienne Le Camus évêque de Grenoble. Les Dijonnais se souviennent de Claude Fyot comme le dernier abbé de Saint-Étienne, peut être à cause de sa longévité, alors que deux autres abbés lui succédèrent, certes de façon éphémère entre 1721 et 1731, avant que Saint-Étienne ne devienne siège épiscopal de l'évêché de Dijon le 9 avril 1731.

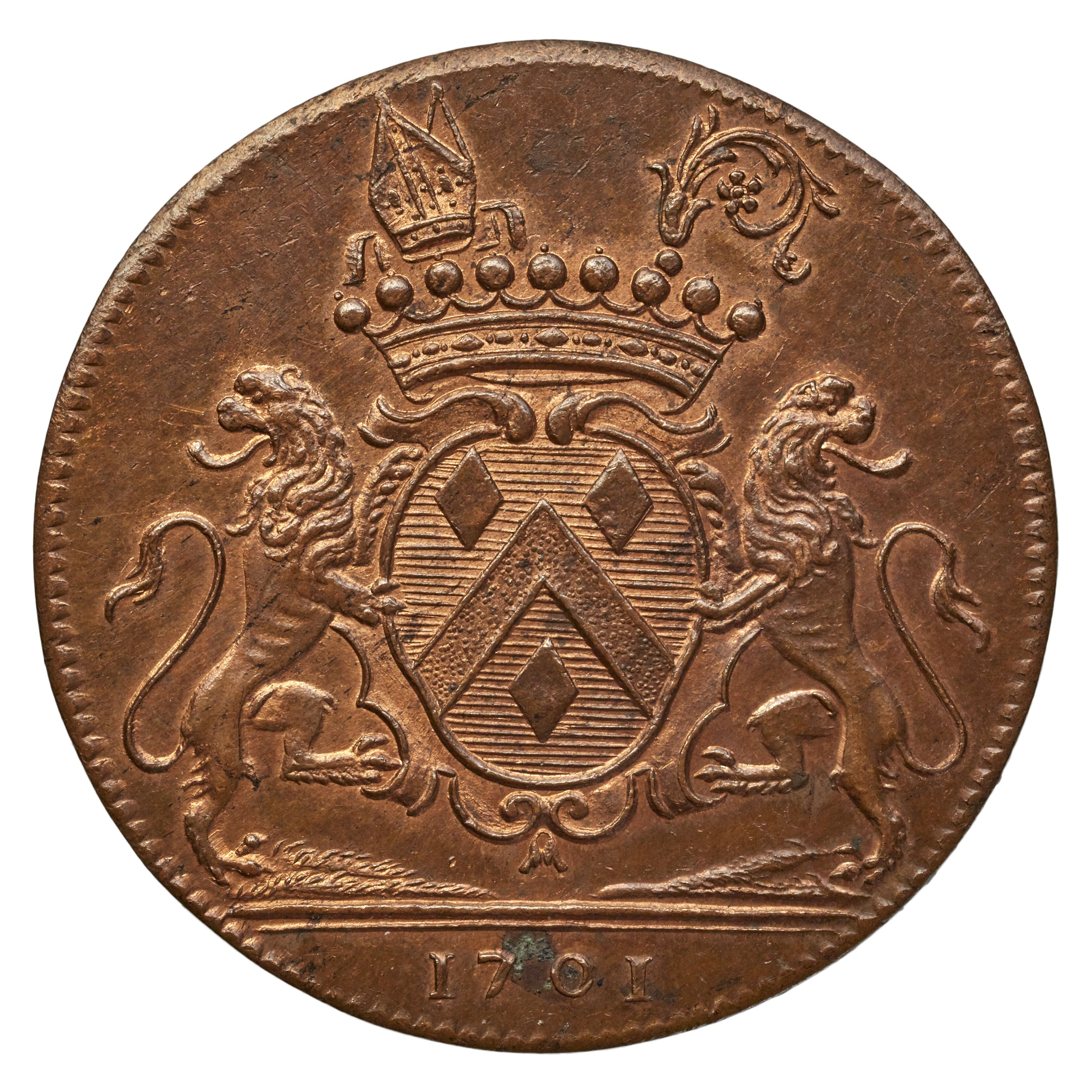
Jeton au armes de l'abbé Fyot, 1701.

Claude Fyot de La Marche vécut avec une certaine munificence. En juillet 1668, le roi lui donna des lettres patentes de conseiller d'honneur au Parlement de Dijon. Il exerça les fonctions de garde des sceaux en la chancellerie du parlement de Bourgogne du 4 décembre 1674 au 5 janvier 1685, pendant la minorité de son neveu et héritier Philippe Fyot de La Marche. Il avait acquis en 1672, à la mort d'Antoine Godeau, l'importante bibliothèque de l'évêque de Vence, qu'il transmit à son neveu Claude-Philippe Fyot de La Marche, premier président du parlement de bourgogne. Cette bibliothèque fut longtemps l'une des plus importantes de la région. Il fit l'acquisition de la terre de Bosjean dépendant alors du diocèse de Besançon, qui fut érigée en comté, en sa faveur ainsi que pour ses héritiers, par lettres patentes du mois de décembre 1680, enregistrées au Parlement et en la Chambre des Comptes de Bourgogne. À partir de 1682, il fait bâtir une maison de plaisance sur les terres de La Marche, en Bresse, appartenant à sa famille. Ce château de La Marche est aujourd'hui ruiné. Il fut détruit par les flammes en 1861. Claude Fyot mourut à Dijon le 17 avril 1721 dans sa quatre-vingt-onzième année, et fut inhumé dans le chœur de l'église Saint-Étienne, au pied du maître autel.

## Portraits
Plusieurs portraits de Claude Fyot de La Marche nous sont parvenus. Deux portraits peints, l'un en collection privée, l'autre conservé au musée des Beaux Arts de Dijon, un portrait gravé in folio par Petit, et une plaque de cuivre gravée par Humbelot, qui est conservée à la bibliothèque municipale de Dijon.

## Hommage
Une rue de Dijon, située dans le quartier de Montmuzard, porte son nom.